# Calliopsis quadrilineata
Calliopsis quadrilineata är en biart som beskrevs av Léon Abel Provancher 1888. Calliopsis quadrilineata ingår i släktet Calliopsis och familjen grävbin. Inga underarter finns listade.